# 我的血色情人节

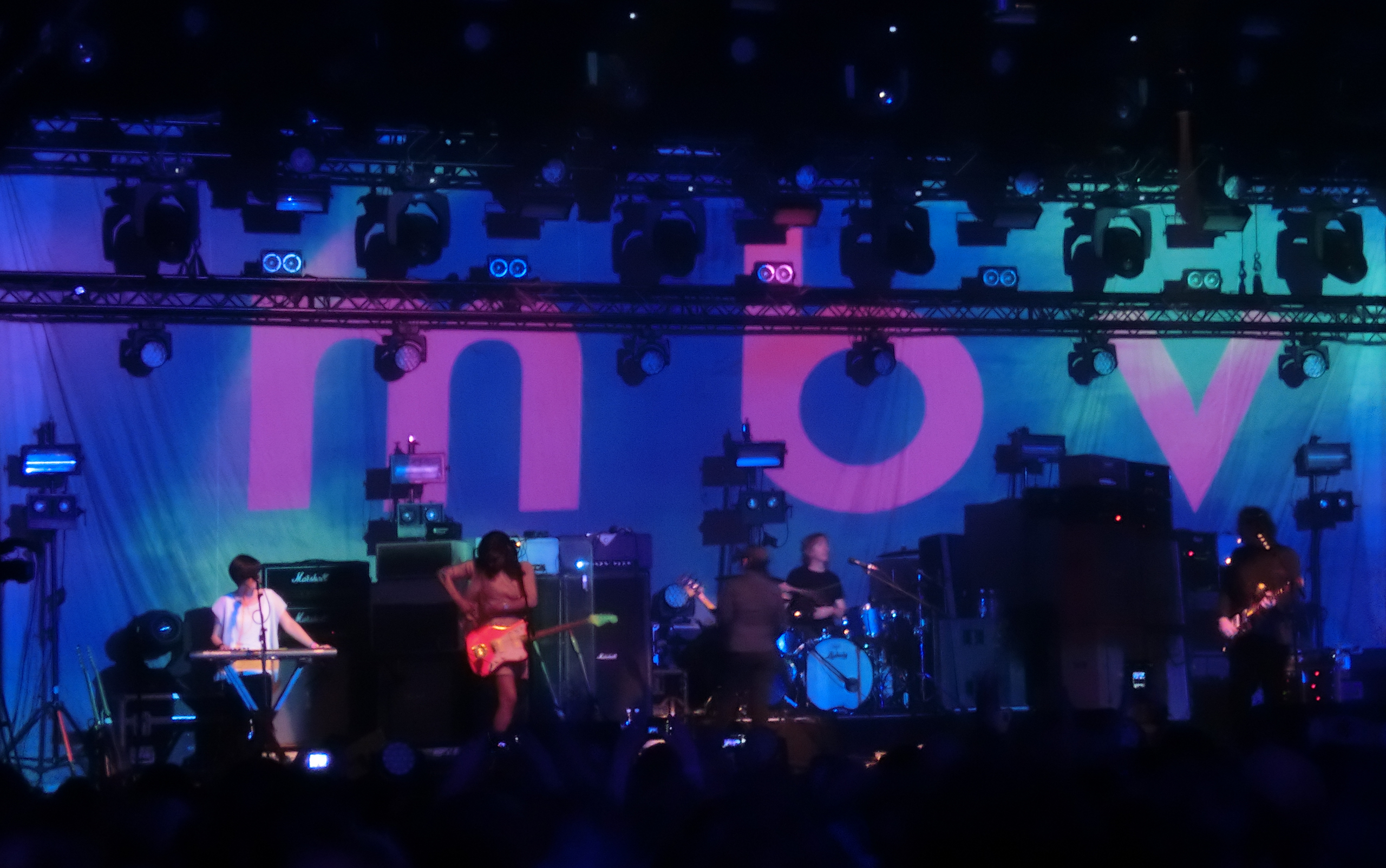
我的血色情人节于2013年在赫尔辛基演出

我的血色情人节是一支来自爱尔兰及英国成员组成的摇滚乐队，于1983年在都柏林成立。自1987年起，其固定成员包括其创立人，副主唱及吉他手Kevin Shields, 鼓手Colm Ó Cíosóig，第一主唱及吉他手Bilinda Butcher和贝斯手Debbie Googe。他们的音乐以其混杂嘈乱的乐器声搭配空灵飘渺的旋律而著称，同时兼备了另类的编曲制作技术。在20世纪八十年代末九十年代初，我的血色情人节是英国自赏摇滚 （shoegazing）的代表人物——这一音乐流派被乐评人称为是独立摇滚（alternative rock）的分支。
在早期遭遇了几次失败的专辑发行和成员变更后，我的血色情人节于1988年签约英国独立唱片公司 “创新唱片”（Creation Records）。签约后他们相继发行了几张备受好评的EP， 其中包括《你让我明白》（You Made Me Realise） （1988）, 《滑翔机》（Glider） （1990）, 《颤音》（Tremolo） （1991），以及专辑《什么也不是》（Isn't Anything） （1988）和《得不到爱》（Loveless） （1991），其中后一张专辑使得他们名声大噪，也被列为20世纪90年代的杰出音乐唱片之一；但在专辑发行后，由于制作成本过高，"创新唱片"公司提出了与其解约。1992年，我的血色情人节宣布与英国另一家摇滚唱片公司小岛唱片签约，随后乐队将之前未发行的作品录制成了专辑，此后逐渐淡出乐坛。
贝斯手Googe和鼓手Ó Cíosóig于1995年离开乐队，随后主吉他手之一Butcher也在1997年退出。由于无法完成《得不到爱》（Loveless）专辑的后续工作，乐队成立人Shields将自己与外界隔离开来，他本人描述自己当时为“疯癫”状态。2007年，Shields宣布将与乐队成员重聚，随后整支乐队在全世界范围内进行巡演。于是，他们那张被延期很久的录音室专辑《m b v》终于在2013年得以发行。

## 历史

### 1978-1985年：乐队组建
1978年，在南都柏林的一场空手道比赛上，Kevin Shields和 Colm Ó Cíosóig通过他人的介绍结识。两人迅速成为了朋友，发展起了一段“几乎在一夜之间的友谊” ；随后两人与Ó Cíosóig在男校时的好友Liam Ó Maonlaí成立了朋克乐队——“复杂”（The Complex），并进行了零星几场演出，其中演奏了“性手枪”及“雷蒙斯”的歌曲，最后因Ó Maonlaí 加入“温室花朵”（Hothouse Flowers）乐队而解散。在这之后，Shields和Ó Cíosóig成立了一支三人后朋克乐队——“一天中的生命”（A Life in the Day），但又因为观众数不达100人而无法进行演出。在这支乐队不了了之后，Shields和Ó Cíosóig联手主唱David Cognway,于1983年初正式成立了我的血色情人节。在将其乐队名正式确定之前，主唱David Conway （艺名Dave Stelfox）想了很多名字，包括“燃烧的孔雀”（The Burning Peacocks）等。之后Shields称在取乐队名时他并没有意识到我的血色情人节与加拿大1981年的血型惊悚电影同名。
随后经历几次人员变换后，最终David Cognway的女友Tina Durkin以键盘手的乐队加入乐队。乐队在荷兰及德国短暂发展后，于1985年中决定迁往英国。

### 1985-1986年：独立乐队时期
在1985年迁至伦敦后，乐队成员之间因忙于寻找住处而失去了联系，键盘手Tina Durkin也因担心自己的能力有限而退出了乐队。在其他成员重新建立联系后，决定为乐队招募贝斯手，因为自乐队成立起从未有过固定的贝斯手。Shields通过伦敦的熟人得到了Debbie Googe的联系方式，随后邀请她前来试音，最终正式录用她为贝斯手。Googe在白天工作之余尽量参加排练，乐队通常在“塞伦工作室”（Salem Studios）进行排练，这一工作室在当时隶属于独立唱片公司“狂热唱片”（Fever Records）。唱片公司的管理人员对乐队排练时的表现印象深刻，再加上乐队提出会自费录音环节，于是“狂热唱片”答应为他们发行迷你专辑——《怪咖！》（Geek!）。该专辑在1985年发行，虽乐队成员对其反响并不满意，但他们在其发行不久在伦敦参加了拼盘演出，其中参演的乐队还有“八个罪犯”（Eight Living Lags）, “杀死流行乐”（Kill Ugly Pop）以及“黄貂鱼”（The Sting-rays）。

### 1987年：「懶惰唱片」（Lazy Records） 时期

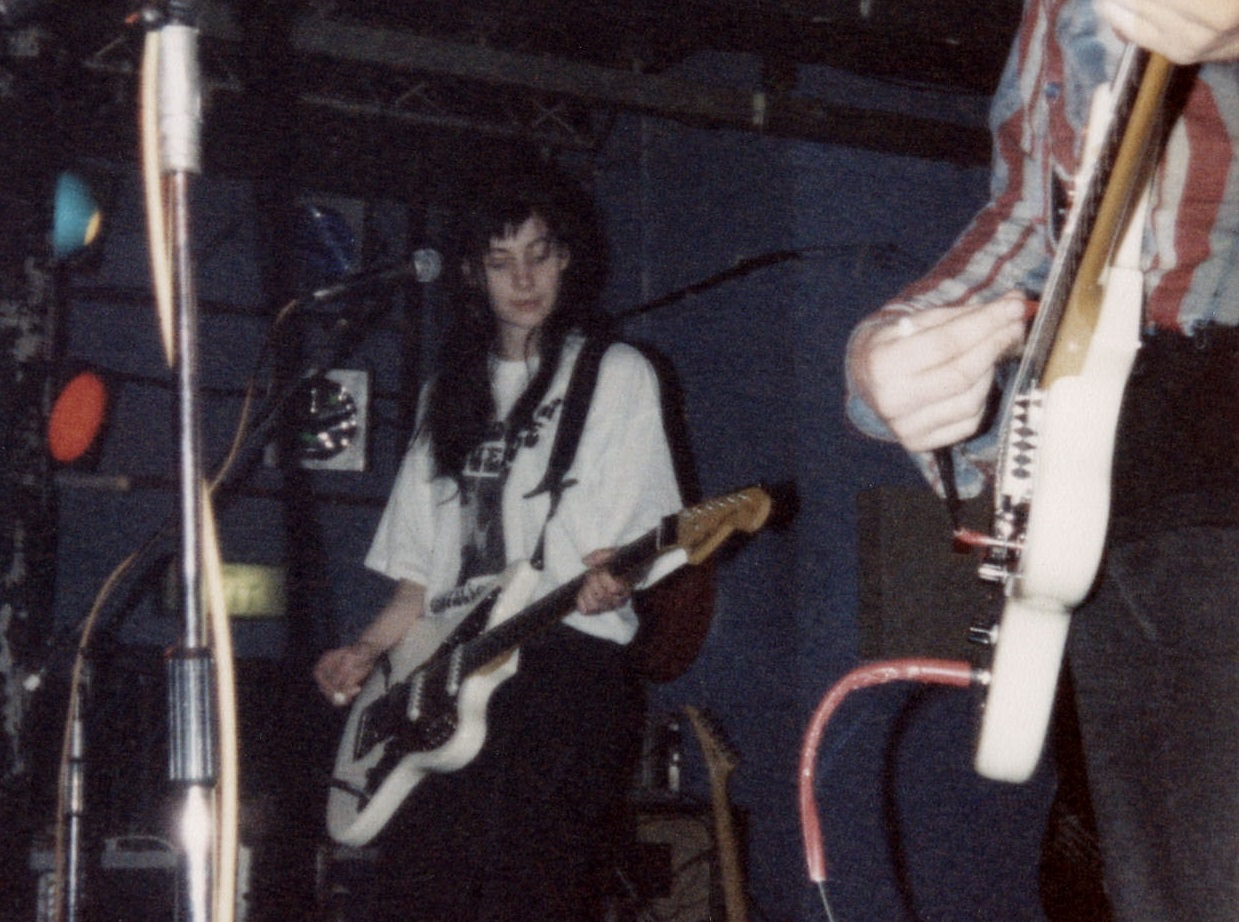
演出中的Bilinda Butcher，摄于1989年。

在1987年初，我的血色情人节宣布与另一家独立唱片公司——“懶惰唱片”（Lazy Records）公司签约，该公司由独立流行乐队“原始人”（The Primitives）及其经理Wayne Morris创立。1987年二月，我的血色情人节以该公司名号发行了第一支单曲——《阳光圣代微笑》（Sunny Sundae Smile），这首单曲冲到了英国独立音乐榜单的第六名，随后乐队在英国范围内进行了巡演。在争取到苏格兰独立摇滚乐队“汤龙”（The Soup Dragon）的巡演嘉宾名额后，我的血色情人节于1987年三月加入巡演；在此期间，David Conway宣布了要退出乐队的决定，鉴于他的胃病、对音乐梦想的破灭和目标成为作家等等原因。随后，Bilinda Butcher加入了乐队，成为第一主唱。

### 1988-1991年：“创新唱片”（Creation Records） 时期

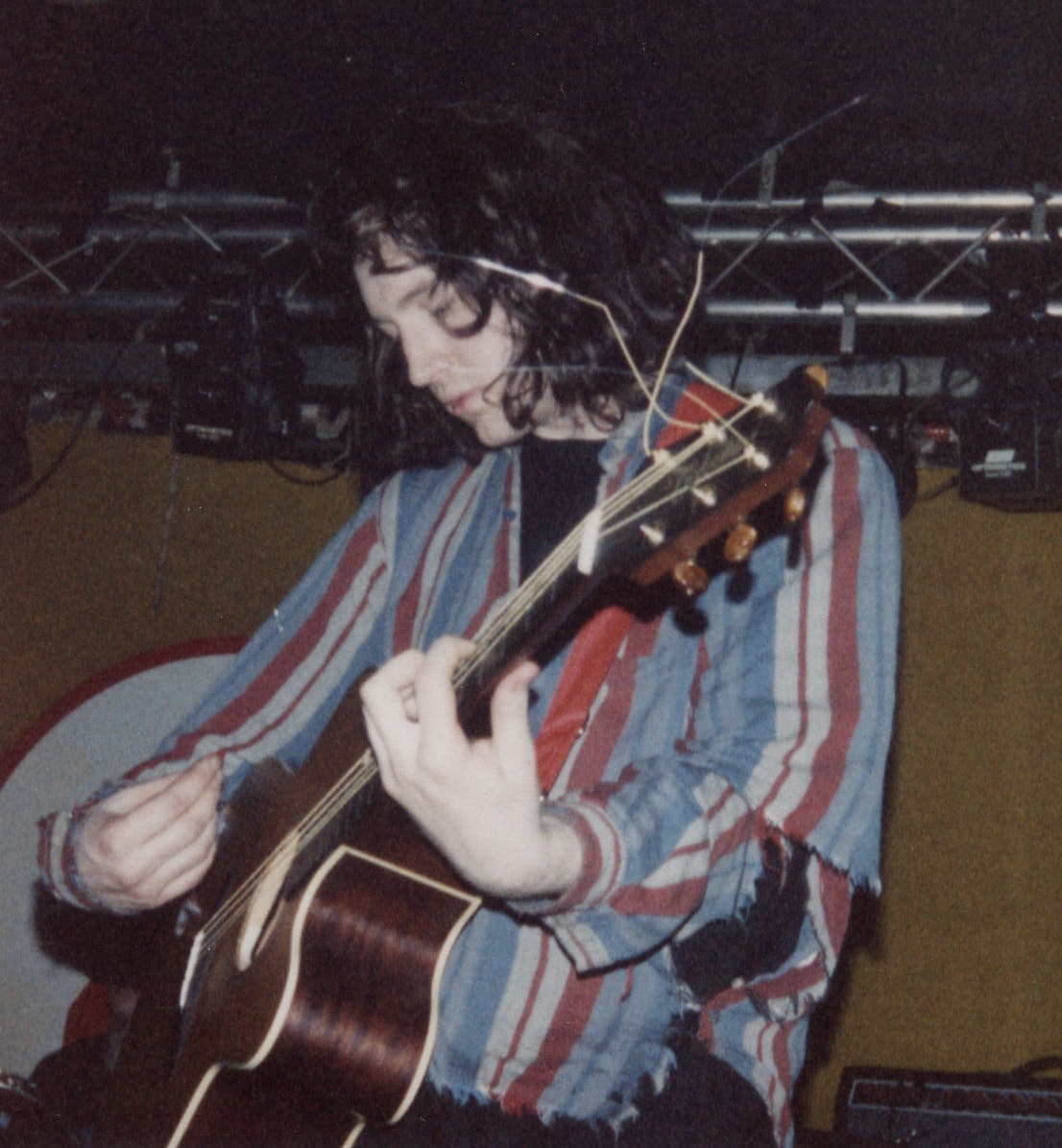
演出中的Kevin Shields，摄于1989年。

1988年1月，我的血色情人节作为乐队“毕夫班”（Biff Bang Pow!）的开场嘉宾，在英格兰坎特伯雷演出，“毕夫班”中的灵魂人物为“创新唱片”（Creation Records）创始人之一——Alan McGee. 在这场演出之后，我的血色情人节被McGee称为“爱尔兰版的胡斯克·杜（Hüsker Dü）”，在演出后他主动向乐队抛去橄榄枝，邀请他们在“创新唱片”录音并发行单曲。1988年八月，于东伦敦的沃尔瑟姆斯托地区的工作室，乐队在一周不到的时间中发行了EP《你让我明白》（You Made Me Realise）。这张EP在独立音乐媒体中广受好评，线上音乐数据库AllMusic中的工作人员Nitsuh Abebe称“这张EP的发行让音乐评论人们注意到了我的血色情人节为音乐产业所带来的新鲜血液”，并补充道：“其中令人惊叹的吉他音成为了乐队鲜明的特点之一”。随后，这张EP在英国独立音乐榜单上位列第二。在此次成功之后，乐队迅速在三个月后推出了他们的首张完整录音室专辑——《什么也不是》（Isn't Anything）。这张专辑在威尔士的乡下完成，发行后不仅收获了音乐圈的赞赏，同时一跃冲入了英国独立音乐榜第一名。据Allmusic，这张专辑还相继影响了多个自赏摇滚乐队，“（他们）在我的血色情人节首张专辑搭建起的模板上形成了自己的音乐风格”
。可惜好景不长，1991年“创新唱片”指控乐队专辑《得不到爱》（Loveless）所花费的25万美元高昂成本致使公司破产，随后乐队不得不与公司解约。

### 1992-1997年：“小岛唱片”（Island Records）时期与乐队的解散
因一份价值25万美元的合同，1992年十月，我的血色情人节与小岛唱片公司签约。乐队将公司支付的预付金全部投入到了工作室的建造，工作室位于南伦敦斯特里汉姆地区，于1993年四月完工。据乐队核心人员Shields称，由于工作室中的一些技术问题一直无法解决，在一段时间内乐队处于“半解散状态”，他也被传闻陷入了创作瓶颈期。1993至1996年中，乐队一直处于沉寂状态，但仍发行了两支翻唱；一首为美国著名爵士音乐家路易斯·阿姆斯特朗《和平》（Peace Together）专辑中的《我们所拥有的全部时间》（We Have All the Time in the World），另一首是被收录在致敬英国朋克乐队“电线”（Wire）专辑——《Whore: Tribute to Wire》中的歌曲《Map Ref. 41°N 93°W》。
1995年起，乐队成员相继离开乐队，声称于1997年发行的第三张专辑也因此夭折。

### 2007-2013年:乐队重组
2007年八月，有报道透露我的血色情人节将在2008年的科切拉音乐节重组。事实上，早在2003年就有消息流传称Shields与Butcher和Ó Cíosóig在德国都柏林见面，重新录制EP《滑翔机》（Glider）中的五首歌，并会将以套装的形式发行；2017年又有消息称乐队将在爱尔兰现代艺术博物馆中举办的几场演唱会中现身。Shields随后出面证实了这些传闻，并宣布自1996年就着手准备的第三张专辑马上就要完成制作。在接下来的两年间，乐队在全球范围内进行了多场演出。
2013年2月2日，名为《m b v》的第三张专辑终于在乐队的官方网站上线。专辑一问世，就收获了音乐界的一致好评。随后，乐队带着这张专辑开始了全球巡演。

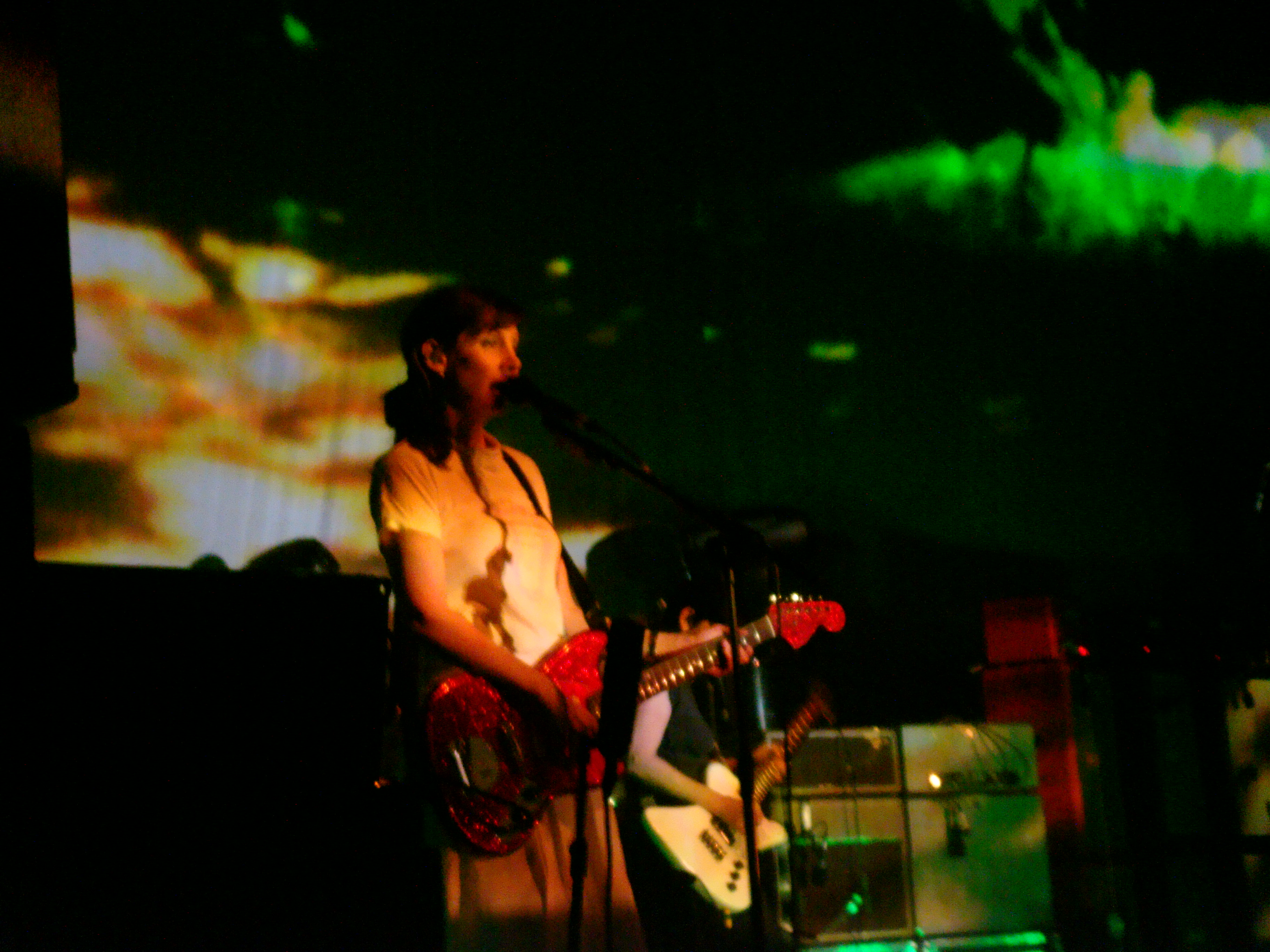
演出中的Bilinda Butcher 与 Debbie Googe ，摄于2008年。

### 2013年至今：乐队的未来计划
2013年，Shields宣布了乐队将发行一张EP的计划，该EP会由“全新的创作材料”构成，随后第四张录音室专辑也有望发行。2017年九月，报道称Shields正在整理并制作第四张专辑，该专辑2018年将会问世。同时有两张EP计划在2019年发行。

## 音乐风格

### 所受影响
我的血色情人节的音乐风格随着其音乐事业的推进在不断变化。乐队早期受到了一些后朋克乐队的影响，比如“生日派对”乐队（The Birthday Party）,“痉挛”乐队（The Cramps）和快乐分裂乐队（Joy Division）；但乐评人Mike McGonial却指出乐队开始的音乐“充斥了这些前辈音乐中最无趣的部分”。乐队的首张迷你专辑——《这是你们的血色情人节》（This is Your Bloody Valentine）中加入了哥特摇滚的元素，又被Allmusic称作是“不吸引人且毫无新意的”。然而，当乐队开始实验性的在第二张EP《我的血色情人节：最新录音》（The New Record by My Bloody Valentine)中加入流行音乐的旋律后，这标志着他们“音乐风格的一个重大突破”，在这一点上他们深受耶稣与玛丽链的启发。在接下来的成功作品——《草莓酒》（Straberry Wine）和《狂喜》（Ecstasy）（1987）中，他们的音乐风格更趋向于是“细腻，颓废和罂粟感的，接近飞鸟乐队式的摇滚”。《什么也不是》（Isn't Anything）和之后发行的作品受到了美国独立摇滚乐队的影响，尤其是其中以吉他为主的扭曲旋律，让我们联想到了恐龙二世乐队（Dinosaur Jr.）和音速青春乐队（Sonic Youth）。也是在这个时期，Shields极具个人特色的吉他技巧得以发展和表现。
乐队音乐风格的形成还受到了浩室音乐和嘻哈音乐的影响，Shields曾说：“当把嘻哈元素实验性的加入我们的摇滚后，它可以遮盖原本作品中的瑕疵和不足之处。嘻哈一直是我们创作的灵感来源”。Shields在编曲中对吉他的使用结合了嘻哈组合“全民公敌”（Public Enemy）和“炸弹小分队”（The Bomb Squad）作品中的采样，在使用这些采样时，Shields将其“半嵌入或几乎静音”、“半破坏式或完全重组再利用”到自己的音乐中。在制作EP《滑翔机》时，乐队开始使用采样器，在键盘上回放和调控他们自己的吉他声采样以及人声采样；在制作EP《颤音》时期，他们开始使用日本雅佳牌的专业采样器。直至20世纪90年代中期，在专辑《m b v》的录制期间， Kevin Shields和Colm Ó Cíosóig开始融入了丛林舞曲和鼓打贝斯的元素，这些风格都是当时在伦敦兴起的地下电子音乐。

### 音乐制作
Shields的吉他是我的血色情人节作品中最具辨识度的元素，他利用了吉他音色中的“质感，而非技巧，去创造了鲜活生动的音乐”。20世纪80年代末，Shields开始为他的两把吉他——Fender Jaguars以及Jazzmasters定制调音系统；他将电吉他上的调音臂延长，并将其调松，以使自己能够在弹和弦的同时控制调音杆，就可以在演奏中调出不同的音色。Shields在歌曲创作中运用了大量的变格定弦，再辅以音高的调节，而形成了一种极具特色的音乐风格，《滚石》杂志这样评价：“这种古怪扭曲的声音效果使他们的音乐好似在蜿蜒漫游，有一种特别的失焦感”。Shields做出的最特别的音色是一种反混响效果，使用了雅马哈SPX90效果器完成。通过对音高的控制和扭曲，Shields首创了一种独有的吉他技巧——“滑音”（glide guitar）。在乐队现场表演结尾歌曲《你让我明白》（You Made Me Realise）时，他们会在中间插入演奏一段充斥着噪音和回音的音乐，这段音乐被称之为“浩劫”（the holocaust），通常会持续半个小时并高达130分贝。Shields在描述这段编排时说到：“这段音乐实在是太躁了，就好像能麻痹人的感官有样。我们只是想在每场演出特定的时刻看到观众不一样的反应”。

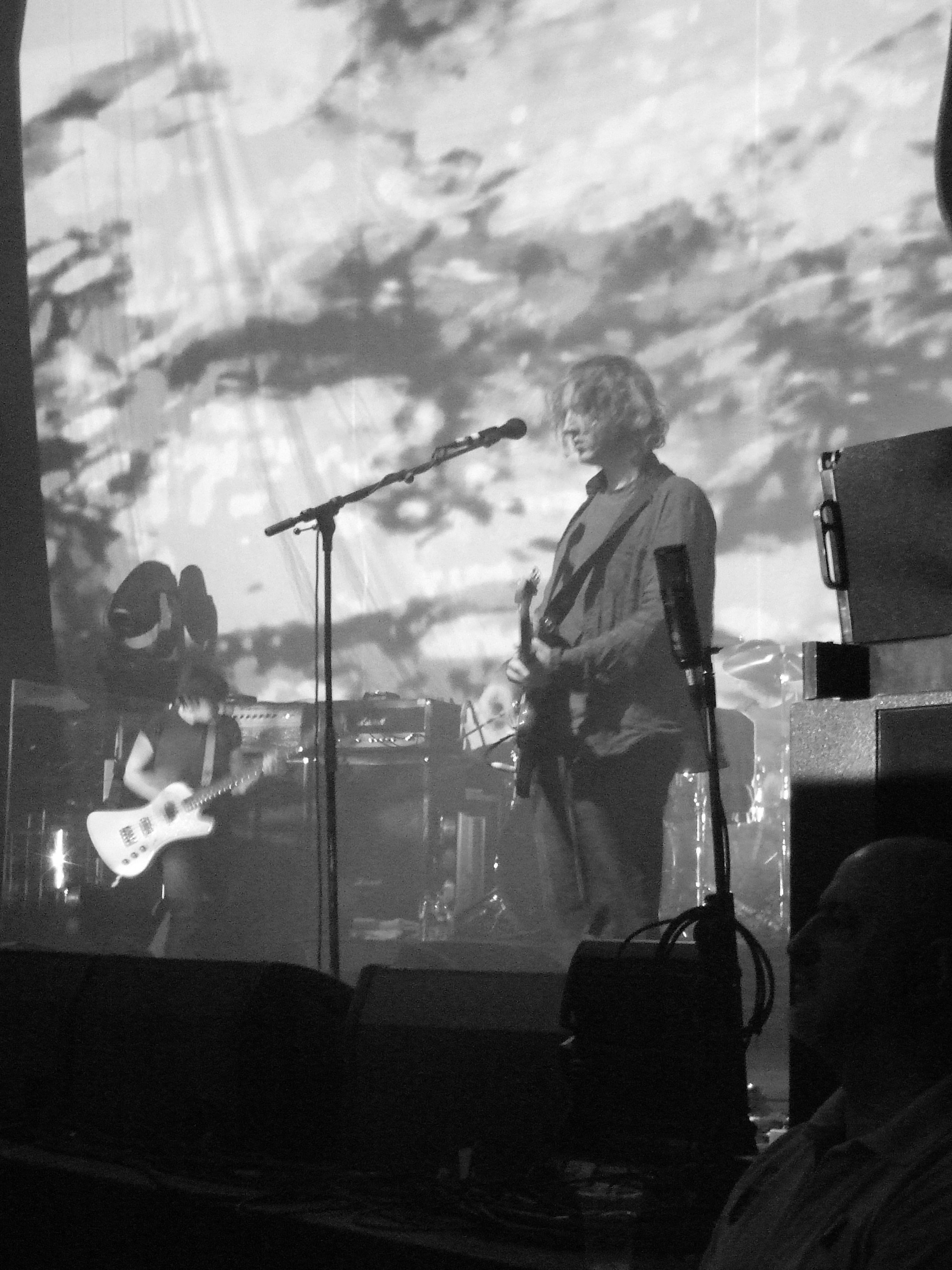
乐队在Roadhouse表演第三张专辑《m b v》，摄于2008年。

除了Shields的吉他之外，主唱Bilinda Butcher的嗓音被称为是乐队的另一大标志。在录制专辑《什么也不是》（Isn't Anything）和《得不到爱》（Loveless） 时，很多次Butcher都是被从睡梦中叫醒，紧接着去录音的，这样使她的嗓音听起来“更梦幻、慵懒”，她本人描述道。在大多数情况下，Butcher的声音在一首歌中通常低沉且飘渺，这正是Shields一直所想要达到的效果：将人声当作一种乐器使用。音乐评论家常说他们音乐作品中的人声是中性的、难以分辨性别的。Shields主要承担了歌词的写作，但Butcher完成了《什么也不是》（Isn't Anything）和《得不到爱》（Loveless） 中三分之一的歌词部分，并说自己的歌词只是“平淡无奇的胡言乱语”。Butcher在描绘自己写词的状态时说到：“我从来不会制定任何写作计划，在真正要写词之前我从来不会去想它们，我只是在当时那一刻写下我心里所想的而已”。还有一些歌词是Butcher在尝试去解读Shields早期录下的一些音乐片段，Butcher说：“在我手中那些磁带里，他（Shields）录下的旋律从来都是没有歌词的哼唱，我要尽量把他的声音以歌词的形式表达出来”。Butcher和Shields经常在晚上花费八到十个小时进行歌词的创作，虽然最后并不会有太多的修改，但Shields坚信“烂歌词对一首歌来说是最糟糕的事”。美国《Spin》作家Simon Reynolds指出他们的歌词常以性作为主题，因此像是一种“刚柔兼并的矛盾混合物”。

## 成就
我的血色情人节被称作是自赏摇滚的先驱者，“自赏摇滚”（Shoegazing）属另类摇滚的分支，在1990年首次被英国《声音》（Sounds）杂志提出，来特指一些乐队”表演时站在舞台上一动不动并且盯着地板的表演风格“。我的血色情人节在“创新唱片”（Creation Records）公司时期发行的一些作品推动了自赏摇滚的发展，影响了包括“慢潜乐队”（Slowdive），“骑行”乐队（Ride）和“酒鬼”乐队（Lush）等数支乐队，同时也为这让拥有这类音乐风格的乐队有了更多的平台被人了解。AllMusic指出，我的血色情人节“在90年代另类摇滚的发展方向中起到了关键性作用”。